# Vasıf Çınar

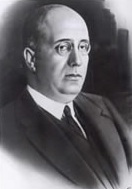
Vasıf Çınar

Hüseyin Vasıf Çınar (* 1896 in Iraklio auf Kreta; † 2. Juni 1935 in Moskau) war ein kurdischstämmiger türkischer Lehrer, Journalist, Politiker und Diplomat. Vor Erlass des Namengesetzes 1934 hieß er Hüseyin Vasıf Bey.
Während des türkischen Befreiungskrieges spielte er eine wichtige Rolle. Çınar war zweimal Bildungsminister und setzte das Gesetz des Tevhid-i Tedrisat Kanunu, das „Gesetz zur Vereinheitlichung des Unterrichts“, mit dem alle traditionell islamischen Lehranstalten und die Ministerien für islamisches Recht und Stiftungen aufgehoben wurden, in die Tat um. Er war unter anderem türkischer Konsul in Prag, Paris und Moskau. Außerdem war er einer der Gründer des Sportvereins Altay İzmir.

## Leben
Hüseyin Vasıf Çınar wurde 1896 auf Kreta in der Stadt Kandiye (heute Iraklio) geboren. Nach anderen Quellen soll er in Izmir geboren worden sein. Er stammt aus der Familie des kurdischen Fürsten von Botan Bedirxan Beg und war der Sohn des Kaymakam Abdullah Hulusi Bey. Nach einem gescheiterten Aufstand des Bedirxan Beg 1847 wurde dieser mit seiner Familie nach Kreta ins Exil geschickt.
Çınar beendete 1910 das Gymnasium in Izmir. Danach ging er nach Istanbul und studierte an der Darülfünun Rechtswissenschaften. Wegen des Ersten Weltkrieges musste er sein Studium unterbrechen und konnte es erst 1916 abschließen.
Zusammen mit Mustafa Necati Bey arbeitete er ab 1915 für drei Jahre auf der neu gegründeten Özel Şark Mektebi İdadisi (Private östliche Hochschule) in Izmir als Verwalter und Geschichtslehrer. Danach leistete er mit einigen Sportschülern die Vorarbeit zur Gründung des Vereins Altay Izmir. Er war ein aktives Mitglied der İzmirer Zweigstelle des Türk Ocağı (Türkischer Verein).
Als die griechische Armee nach Ende des Ersten Weltkrieges Izmir besetzte, versuchte Çınar mit Mustafa Necati Bey Widerstand gegen die Besatzung zu organisieren. So war er ein Gründer des İzmir Redd-i İlhak Cemiyeti (Verein gegen die Annexion Izmirs). Er ging später mit seinem Bruder Mehmet Esat nach Balıkesir und schloss sich dort den Kuvayı Milliye an. An den Kongressen von Balıkesir nahm er als Delegierter des İzmir Türk Ocağı teil.

### İzmir’e Doğru Gazetesi
Sein wichtigster Beitrag zum türkischen Befreiungskrieg war die Herausgabe der Zeitung İzmir’e Doğru (Richtung Izmir). Diese wurde in Balıkesir gedruckt und enthielt feurige Artikel für den türkischen Befreiungskrieg. Der Untertitel der Zeitung war Hareket-i Milliyenin hadim ve mürevvici (Diener und Aktivist der nationalen Befreiungsbewegung). Sein Bruder Mehmet Esat war Chefredakteur und sein Freund Mustafa Necati oberster Journalist. Die Zeitung erschien seit dem 16. Oktober 1919 zweimal wöchentlich, ab Januar 1920 dreimal wöchentlich. Sie erreichte 74 Ausgaben, bis Balıkesir ebenfalls besetzt wurde.
Çınar verließ die Stadt und wurde Mitarbeiter des Bildungsministeriums. Als die griechische Besatzung Izmirs beendet wurde, wurde Çınar 1922 zum Leiter des Bildungsministeriums in Izmir ernannt.

### Jahre als Politiker
Als Çınar Leiter des Bildungsministeriums in Izmir war, stellte er sich 1923 zur Wahl und zog als Abgeordneter von Saruhan (heute Manisa) in die türkische Nationalversammlung ein. Bei den Diskussionen um die Ausrufung der Republik und Abschaffung des Sultanats war er ein einflussreicher Redner. Später arbeitete er als Staatsanwalt in den İstiklal Mahkemeleri (Sondergerichte, wörtlich: Unabhängigkeitsgericht).

### Das Tevhid-i Tedrisat Gesetz
Çınar erstellte mit 50 anderen Abgeordneten einen Gesetzesentwurf, der eine Vereinheitlichung des Schulsystems vorsah. Dieses Tevhid-i Tedrisat Kanunu (Gesetz zu Vereinheitlichung des Unterrichtes) wurde am 3. März 1924 im Parlament angenommen. Drei Tage danach wurde Çınar zum Bildungsminister ernannt. Während seiner achtmonatigen Amtszeit setzte er das Gesetz in die Praxis um; die islamischen madāris wurden geschlossen, die Schulen säkularisiert, die Ausbildung der Lehrer verstärkt und ausländische Experten um Rat gefragt. Unter anderem lud er den weltbekannten Pädagogen John Dewey in die Türkei ein und ließ sich von diesem unterstützen. Aufgrund der Proteste aus konservativen Kreisen gegen seine radikalen Reformen trat Çınar am 21. Oktober 1924 von seinem Ministeramt zurück.

### Jahre als Diplomat
Nach seinem Rücktritt als Bildungsminister wurde Çınar Botschafter. Am 16. Juni 1925 wurde er zum Botschafter in Prag ernannt und damit der erste Botschafter der türkischen Republik in der Tschechoslowakei. Nach zwei Jahren Dienst in Prag wurde er am 11. Dezember 1927 nach Budapest versetzt, wo er ein Jahr arbeitete.
Am 3. Oktober 1928 wurde er zum Botschafter für Moskau ernannt, konnte aber nur drei Monate dort bleiben. Als sein Weggefährte und damaliger Bildungsminister Mustafa Necati Bey plötzlich starb, wurde Çınar zum zweiten Mal Bildungsminister.
Çınar trennte sich 1931 erneut von diesem Amt und arbeitet wieder für das Außenministerium. Seit dem 28. Mai 1931 war er Botschafter in Rom und wechselte danach am 10. September 1934 wieder nach Moskau. Er war gleichzeitig auch Gesandter von Litauen.
Mit Erlass des Namengesetzes in der Türkei 1934 erhielt er vom Präsidenten Atatürk persönlich seinen neuen Nachnamen Çınar (Platane), da er laut Atatürk Mitglied einer Familie war, deren Wurzeln und Äste so stark wie eine Platane waren. Nach einer plötzlichen Erkrankung verstarb Çınar am 2. Juni 1935 in Moskau. Sein Leichnam wurde in Ankara beigesetzt.